# Hanul Boul Roșu
Hanul Boul Roșu este o clădire monument istoric din municipiul Arad, amplasată pe strada Tribunul Dobra, nr. 22. Clădirea a fost construită în prima jumătate a secolului al XIX-lea și a fost concepută cu hotel la etajul superior, restaurant la parter, iar în spate existau grajduri. Scopul clădirii a fost găzduirea comercianților din sudul râului Mureș, care veneau la târgurile arădene.

## Istoric
Pe fațada clădirii există două plăci comemorative, una stă mărturie celebrării zilei de 1 mai a muncitorilor arădeni în anul 1890 în incinta hanului, iar cealaltă amintește formarea Partidului Socialist Democrat la 29 martie 1891.